# Isle of Hope
Isle of Hope – jednostka osadnicza w Stanach Zjednoczonych, w stanie Georgia, w hrabstwie Chatham.